# Czarne Górne
Czarne Górne – wieś w Polsce położona w województwie pomorskim, w powiecie kwidzyńskim, w gminie Gardeja i nad wschodnim brzegiem jeziorem Czarnego Górnego.
W latach 1975–1998 miejscowość administracyjnie należała do województwa elbląskiego.